# Projection de Bonne

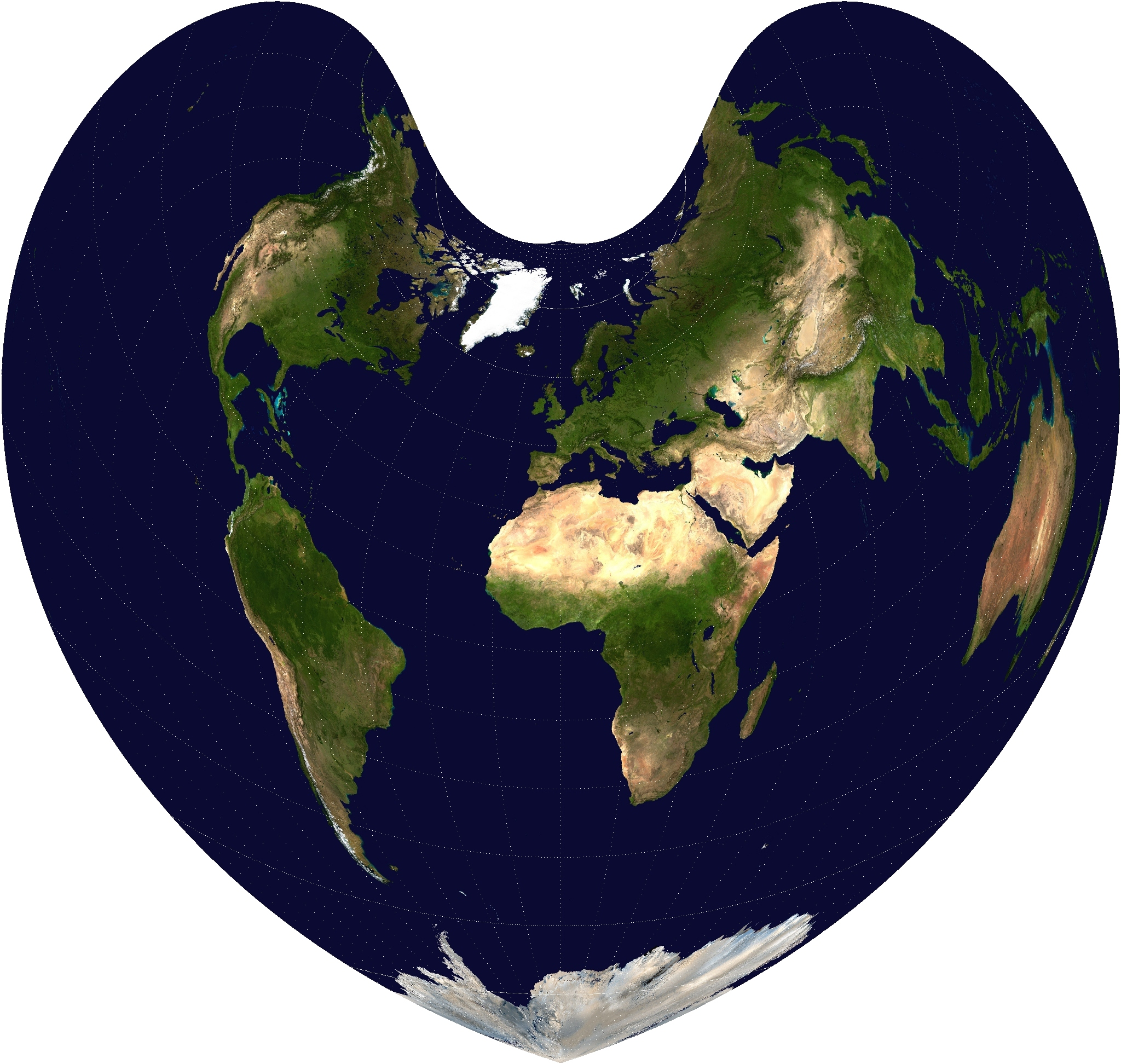
Carte du monde en projection de Bonne (parallèle d'origine à 45° ; les parallèles et méridiens affichés ici sont espacés de 15°).

La projection de Bonne, également appelée projection de Flamsteed modifiée ou projection du Dépôt de la guerre est une projection cartographique qui impose que les parallèles soient des cercles concentriques équidistants, et que l'échelle le long des parallèles soit constante, et égale à celle du méridien d'origine. En outre, le rayon de courbure d'un « parallèle origine » est respecté. Elle est donc équivalente, mais non conforme, sauf au voisinage de son point d'origine,.

## Histoire

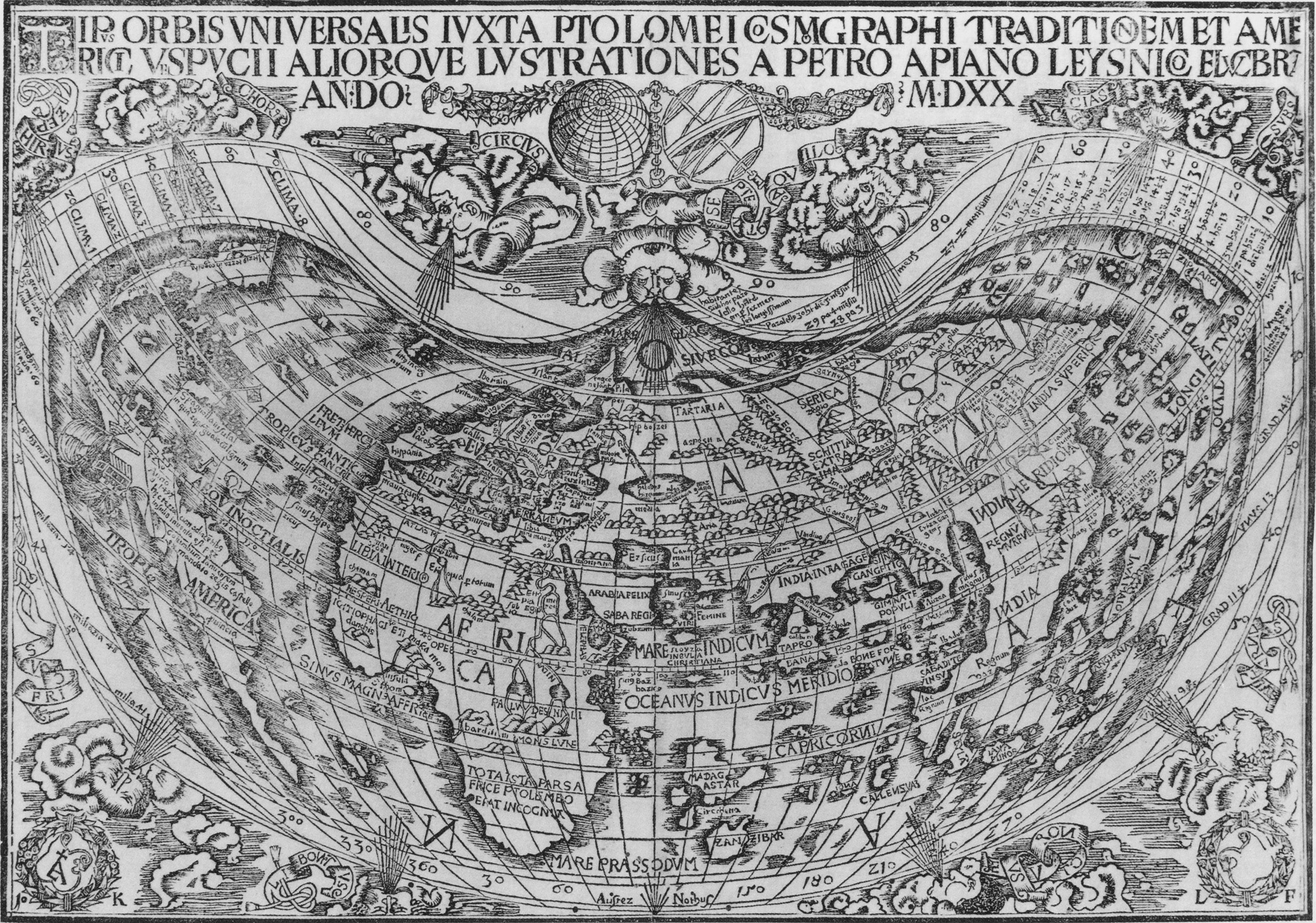
Planisphère d'Apianus

Cette projection a été proposée vers 1780 par l'hydrographe français Rigobert Bonne. Elle a été utilisée en France vers 1800 pour les cartes dites « d'État-Major » au 1/80 000 (pour lesquelles le parallèle origine était le 45e nord, et le méridien d'origine celui de Paris ; l'intersection se trouve dans la commune d'Ayrens (45° 00′ 00″ N, 2° 20′ 14,025″ E). Cette projection est utilisée pour la carte de France Michelin à l'échelle 1/1 000 000.
Dans son usage militaire, elle a été remplacée par la projection de Lambert au cours de la Première Guerre mondiale.
Bien qu'elle porte son nom, Bonne n'en est pas à l'origine. C'est une projection de ce type qui a été utilisée en 1507 dans le planisphère de Waldseemüller (projection en manteau), puis dans le planisphère de Sylvanus de 1511, puis dans le planisphère d'Apianus de 1520, par Honter en 1561, Delisle avant 1700 et Coronelli en 1696.
Dans son principe, on peut considérer que c'est une amélioration de la projection de Ptolémée, dont le planisphère d'Apianus reprend la forme en « manteau » du planisphère de Martin Waldseemüller et les méridiens et parallèles d'origine. L'appellation "en forme de manteau" proposée pour la projection utilisée par Martin Waldseemüller dans sa mappemonde de 1507, a été avancée et démontrée par les chercheurs italiens Diego Baratono et Claudio Piani, à partir de 2003. D'après leur opinion, le profil du manteau appliqué à la projection du planisphère en question, suppose la dimension symbolique du sacré, ce qui est démontré par la correspondance existant entre le contour du manteau de la Vierge de Miséricorde peinte par Domenico Ghirlandaio pour la famille Vespucci, et le profil de la carte de Waldseemüller de 1507.

## Géométrie
La projection est définie par :
{\displaystyle x=\rho \sin E\,}
{\displaystyle y=\cot \phi _{1}-\rho \cos E\,}
avec :
{\displaystyle \rho =\cot \phi _{1}+\phi _{1}-\phi \,}
{\displaystyle E={\frac {\lambda -\lambda _{0}}{\rho }}\cos \phi }
où {\displaystyle \phi \,} est la latitude et {\displaystyle \phi _{1}\,} le parallèle de référence, et {\displaystyle \lambda \,} est la longitude et {\displaystyle \lambda _{0}\,} le méridien central.
Suivant le parallèle choisi comme origine, on obtient des formes de canevas (méridiens × parallèles) plus ou moins étranges, généralement en « pelure d'orange ».
Quand le parallèle d'origine est près de l'équateur, le pôle correspond à une pointe (comme dans le planisphère d'Apianus) ; mais quand il se rapproche du pôle l'angle au pôle devient concave. Quand le parallèle d'origine est à 60°, l'angle au pôle devient plat.

## Cas limites

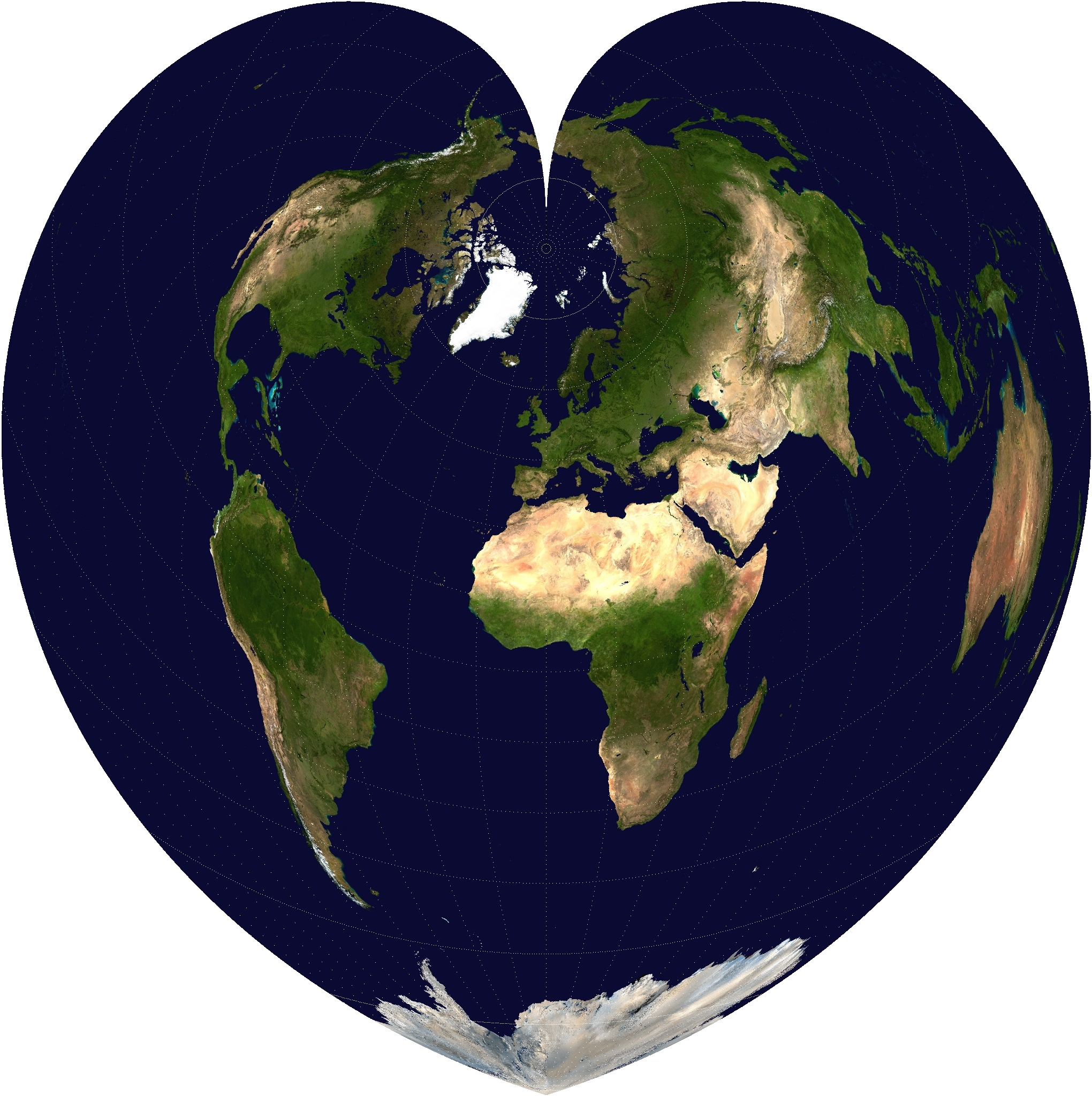
Projection dite de Werner (parallèle d'origine au pôle)

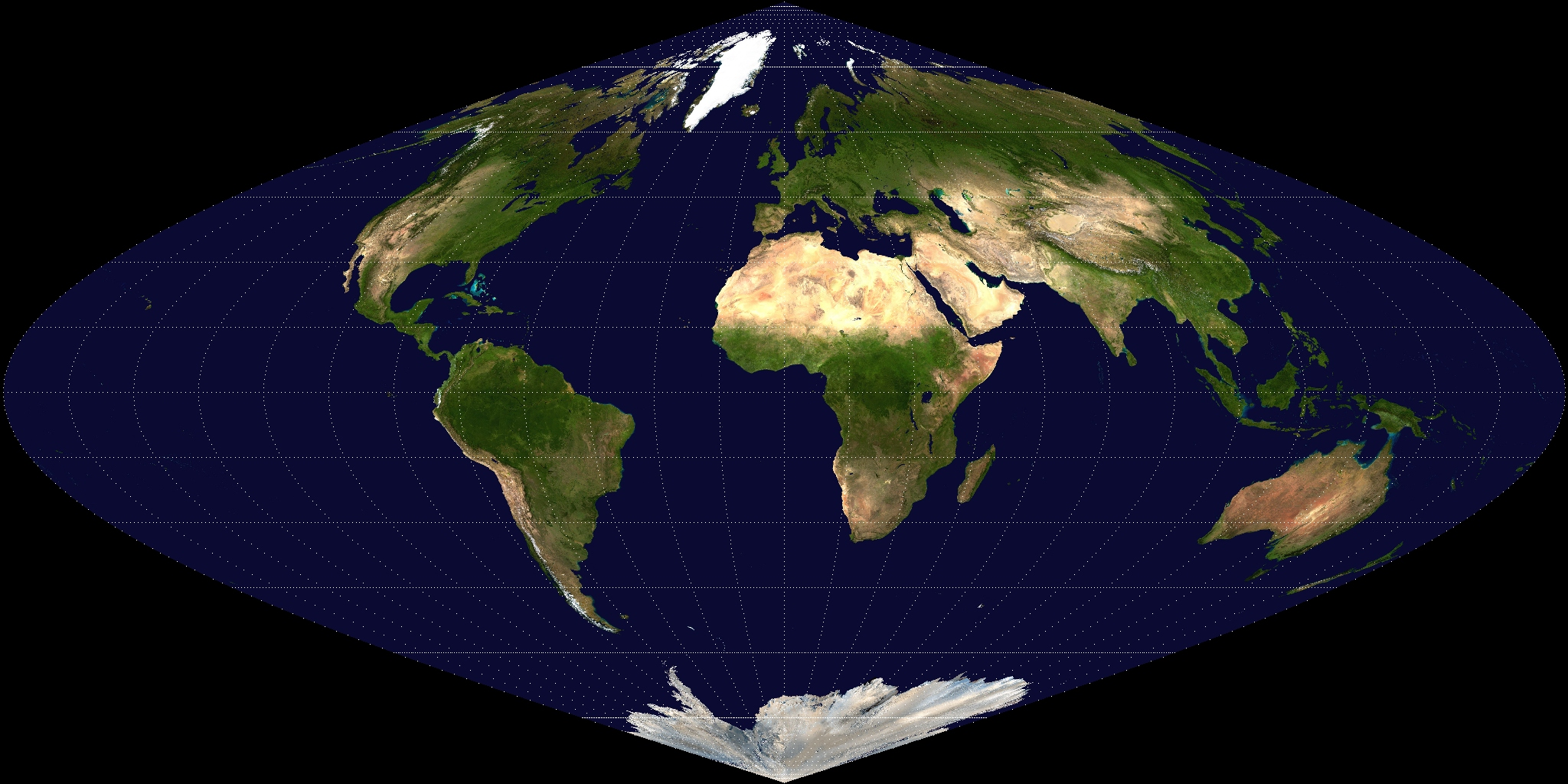
Projection sinusoïdale (parallèle d'origine sur l'équateur)

La forme la plus surprenante est celle où le « parallèle origine » est le pôle, qui donne une projection en forme de cœur (on trouve un exemple primitif de cette projection particulière dans la carte créée par Petrus Apianus, Tabula orbis cognoti universalior, Ingolstadt, 1590 - British Library). Cette projection est appelée projection de Werner.
Elle ne sert plus actuellement que dans son autre cas limite, la projection de Sanson-Flamsteed, avec le méridien origine pris sur l'équateur : dans ce cas, les « cercles concentriques » sont des droites parallèles équidistantes, et les méridiens des sinusoïdes, d'où son nom de « projection sinus-équivalente » ou projection sinusoïdale.